# Lexus RZ
La Lexus RZ est un SUV électrique du constructeur automobile japonais Lexus commercialisé fin 2022.

## Présentation
Le constructeur dévoile le nom ainsi que les premières images de son SUV électrique le 3 décembre 2021.
La Lexus RZ est présentée le 20 avril 2022.

## Caractéristiques techniques
La Lexus RZ est le premier véhicule électrique du constructeur et il repose sur la plateforme technique modulaire e-TNGA du groupe Toyota, développée en commun avec le constructeur Subaru pour son SUV Solterra ainsi que le bZ4X de Toyota.

### Motorisation
La Lexus RZ 450e est dotée de deux moteurs électriques synchrones à aimant permanent placés sur les essieux. Le moteur avant procure 150 kW (204 ch), associé au moteur arrière de 80 kW (109 ch),  pour une puissance cumulée de 230 kW (313 ch) et un couple de 435 N m.

## Finition
- Executive
- Luxe

## Concept car

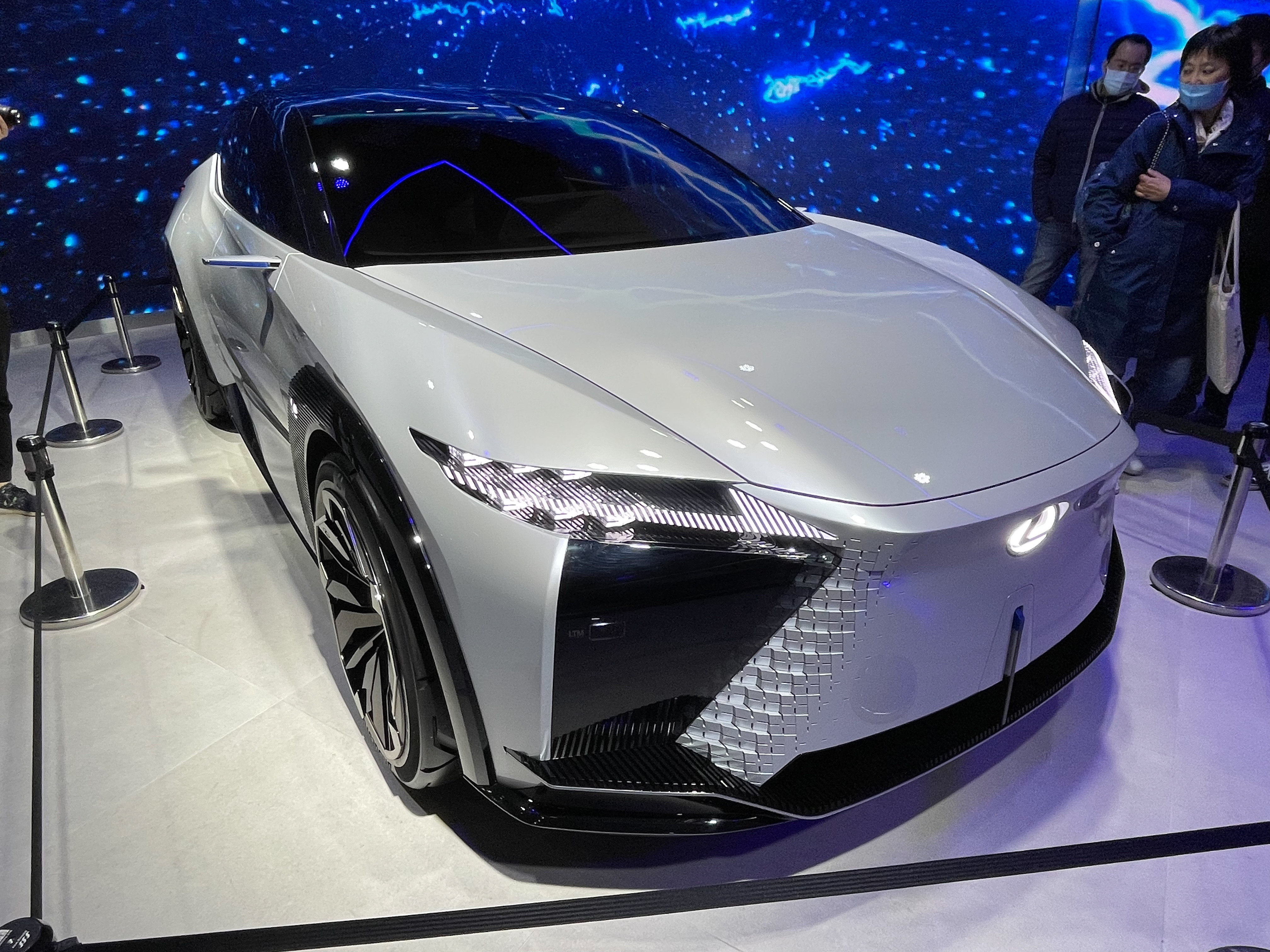
Lexus LF-Z Electrified (2021)

La Lexus RZ est préfigurée par le concept car Lexus LF-Z Electrified présenté le 30 mars 2021,.